# لوپاو
لوپاو رودی است به Luhe می‌ریزد. این رود از کشور آلمان می‌گذرد.